# Stratégie écologique
Pour les articles homonymes, voir stratégie (homonymie).
Une stratégie écologique, appelée aussi stratégie végétale ou stratégie des plantes, est l'ensemble des mécanismes que des organismes végétaux utilisent pour maximiser leur valeur sélective en réponse à des conditions environnementales données. Différentes définitions des stratégies existent, et les stratégies des organismes ont pu être décrites en termes de stratégies adaptatives (liées aux modifications du génotype), stratégies reproductives, stratégies d'allocation des ressources, ou de stratégies liées aux traits fonctionnels. Un élément constant des différentes stratégies décrites est l'existence de compromis évolutifs ("trade-offs") entre les différentes caractéristiques que les plantes peuvent adopter en réponse à leur environnement. L'existence de ces compromis sert de base à l'utilisation des stratégies écologiques pour étudier l'assemblage des communautés et la répartition des espèces à la surface de la Terre. 

## Histoire
Le concept de stratégie se popularise en écologie végétale dans les années 1960 et 1970. À cette époque, les stratégies sont principalement perçues sous l'angle adaptatif : les plantes répondent à leur environnement en modifiant leur génotype,. À la même époque, le modèle évolutif r/K apparaît, qui classe les organismes en fonction de leurs stratégies reproductives,. Ce modèle reste fréquemment utilisé jusqu'au XXIe siècle. 
À la fin des années 1970, Grime introduit la théorie C-S-R (aussi connue sous le nom de Triangle de Grime), qui classe les plantes en fonction de leur capacité à croitre sous différents niveaux de stress, de perturbation et de compétition,. Selon Grime, les plantes développent des stratégies basées sur des compromis dans l'allocation des ressources, qui sont allouées préférentiellement à la croissance, à la reproduction ou à la maintenance des organes existants. Le lien entre stratégie et génotype est présent dans la théorie de Grime, qui note que "les génotypes de la majorité des plantes semblent présenter des compromis entre des pressions de sélection contradictoires". La théorie C-S-R reste la théorie dominante pour décrire les stratégies des plantes pendant plusieurs décennies. Néanmoins, au début des années 1980, David Tilman introduit la théorie R* qui se concentre sur le partitionnement des ressources comme stratégie pour faire face à la compétition. Cette théorie décline au-cours des années 1990, à mesure qu'elle se transforme d'une théorie mécaniste en une simple métrique donnée par la valeur R*.
Plus récemment, en lien avec le développement de la recherche sur les traits fonctionnels, d'autres manières d'aborder les stratégies ont été développées. En 1998, la description des stratégies L-H-S a été introduite, comme alternative pratique aux stratégies C-S-R. L'approche L-H-S se concentre sur la mesure de traits fonctionnels liés aux feuilles, à la hauteur et aux graines, permettant de classer et de comparer les plantes en fonction de leurs stratégies, ce qui est difficilement faisable dans l'approche C-S-R.

## Stratégies r et K
Le modèle évolutif r/K, imaginé par MacArthur et Wilson en 1967 est fréquemment utilisé pour décrire les stratégies reproductives des plantes et des animaux. r et K représentent les deux extrémités d'un continuum. 
À l'extrémité r, les espèces investissent un maximum de leur biomasse ou de leur énergie dans la reproduction, en allouant un minimum de ressources à chacune des propagules individuelles, afin d'atteindre le plus grand nombre possible de propagules. Ceci se traduit par une forte fécondité et un faible taux de survie des descendants jusqu'à la maturité sexuelle. Les espèces de type K produisent un petit nombre de descendants mais investissent beaucoup de ressources dans  chacun des descendants, ce qui se traduit par une faible fécondité mais un fort taux de survie des descendants.
Les espèces de type r sont fréquentes dans les environnements perturbés avec peu de compétition entre les individus, tandis que les espèces de type K sont présentes dans les milieux plus stables où la compétition peut être intense. La majorité des espèces sont considérées comme intermédiaires entre ces deux extrêmes.

## Stratégies C-S-R
La théorie des stratégies CSR est une théorie élaborée par John Philip Grime et son équipe à partir de 1974, pour expliquer la composition des communautés végétales, et pour compléter le modèle r/K, dans lequel la majorité des espèces trouvait sa place entre les deux extrêmes r et K. Cette théorie postule l'existence de deux gradients écologiques limitant la production de biomasse végétale : un gradient de perturbations et un gradient de stress. Les stress incluent des facteurs comme la disponibilité en eau, en nutriments et en lumière, la température ou la présence de composés toxiques. La perturbation inclut des éléments comme l'herbivorie, les pathogènes, les perturbations d'origine anthropique, les incendies, les glissements de terrain...
La combinaison de niveaux élevés ou faibles de stress et de perturbations donne naissance à trois stratégies écologiques chez les plantes : compétitive (C), tolérante au stress (S) et rudérale (R). La théorie C-S-R considère qu'il n'existe pas de stratégie viable pour les plantes dans les environnements très perturbés et très stressants.
Chaque stratégie est caractérisée par des compromis concernant l'allocation des ressources entre la croissance (tiges, feuilles, racines), la reproduction (graines, principalement) et à la maintenance des organes déjà en place. La stratégie compétitive se caractérise par espèces présentant de forts taux de croissance relative, une faible production de graines et une forte allocation de biomasse à la construction de nouvelles feuilles. Elles se caractérisent également par la capacité à mettre en place rapidement de nouveaux organes d'acquisition de ressources (feuilles, racines fines) lorsque de nouvelles ressources deviennent disponibles. Les espèces compétitives sont présentes dans les environnements riches en nutriments et peu perturbés. Les espèces stress-tolérantes sont présentes dans les environnements stressants et peu perturbés. Elles allouent préférentiellement leurs ressources à la maintenance de leurs organes et aux mécanismes de défense, par exemple contre l'herbivorie (épines, toxines...). Elles ont une faible plasticité phénotypique en réponse aux variations de la disponibilité en ressources, un faible taux de croissance relative et d'importantes capacités à conserver les ressources, caractérisées par un faible turnover des ressources une durée de vie longue, des feuilles persistantes à longue durée de vie. Elles allouent une faible proportion de leur biomasse à la reproduction et produisent un petit nombre de grosses graines. Les rudérales habitent des environnements peu stressés mais fréquemment perturbés. Elles ont des durées de vie courtes (souvent annuelles ou bisannuelles), une petite taille, un taux de croissance relative important et une allocation très importante de la biomasse à la reproduction.
Grime a proposé que sa théorie s'appliquait aussi aux stratégies des champignons et des animaux.

## Règle R* de Tilman
G. David Tilman développe la règle R* dans le cadre du principe d'exclusion compétitive. En théorie, une espèce poussant en monoculture et consommant une seule ressource limitante va épuiser la ressource jusqu'à atteindre un équilibre où l'acquisition et la perte de ressources par la plante se compensent. La concentration de la ressource à l'équilibre est appelée R*, c'est la concentration minimale pour laquelle une espèce donnée peut se maintenir dans l'écosystème. La population de l'espèce est en croissance pour des concentrations supérieures à R*; l'espèce entre en déclin si la concentration de la ressource est inférieure à R*. Si deux espèces sont en compétition pour la même ressource limitante, l'espèce possédant le R* le plus bas gagnera la compétition, quelle que soit son abondance initiale. Toutes les espèces diffèrent pour leurs valeurs de R*, pour des raisons physiologiques et morphologiques, et la vitesse à laquelle l'espèce la moins compétitive sera exclue dépend de l'amplitude la différence entre les R* des deux espèces. 

## Stratégies L-H-S
Westoby a proposé en 1998 une description des stratégies écologiques des plantes ("Plant ecological strategy scheme") basé sur la mesure de trois traits fonctionnels : la surface foliaire spécifique, la hauteur de la plante à maturité et la masse moyenne d'une graine. Ces trois traits fonctionnels sont résumés sous l'acronyme anglais L-H-S pour Leaf-Height-Seed (Feuille-Hauteur-Graines, en français).
Dans la logique du L-H-S, la stratégie de chaque espèce végétale peut être décrite par sa position dans un espace formé par les trois axes représentant les valeurs de chacun de ces traits fonctionnels. La valeur de la surface foliaire spécifique est censée indiquer la capacité de la plante à répondre à la disponibilité de nouvelles ressources (les plantes avec de fortes valeurs de surface foliaire spécifique ont des taux de croissance et des vitesses d'acquisition des ressources élevées). Elle donne une indication analogue à la position sur l'axe compétition-stress dans la théorie des stratégies CSR. La hauteur et la masse des graines sont des indicateurs de la capacité à faire face aux perturbations. La hauteur à maturité est un indicateur de du temps nécessaire entre deux perturbations pour la croissance (les espèces les plus petites parviennent plus vite à maturité et sont plus susceptibles d'échapper aux perturbations). La masse d'une graine est un indicateur de la quantité de graines produite par la plante (compromis entre produire peu de grosses graines ou beaucoup de petites graines) et de la capacité des graines et des plantules à survivre aux perturbations et aux stress (les grosses graines ont plus de réserves). La masse de la graine est donc un indicateur de la capacité de la plante à coloniser de nouveaux environnements, récemment perturbés.
Le L-H-S reprend plusieurs aspects de la théorie des stratégies CSR, notamment la description des facteurs environnementaux en trois groupes (compétition, stress et perturbations). Cependant le L-H-S ne présuppose pas l'absence de stratégie écologique viable dans les environnements à la fois fréquemment perturbés et fortement stressés, et considère qu'il existe deux stratégies différentes d'adaptation aux perturbations.

## Spectre économique végétal
Chez les plantes, l'existence de fortes corrélations entre des suites de traits fonctionnels foliaires, racinaires et de la tige, a permis de mettre en évidence un compromis majeur entre des stratégies d'acquisition et des stratégies de conservation des ressources. Ce compromis, nommé dans un premier temps spectre économique foliaire (leaf economic spectrum), a été renommé spectre économique végétal (plant economic spectrum,). Il est similaire à l'axe compétition-stres du modèle C-S-R et à la composante Feuille du modèle L-H-S.
Les plantes acquisitrices ont des taux de croissance relative élevés, des teneurs en nutriments élevées, une surface spécifique foliaire importante liée à un taux de photosynthèse élevé, des caractéristiques qui leur permettent d'acquérir rapidement les ressources et d'avoir un rapide retour sur l'investissement dans les organes d'acquisition des ressources,,. En revanche elles ont des feuilles à durée de vie courte, une respiration intense et une forte conductance hydraulique, ce qui les empêche de conserver les ressources d'une manière performante. Les plantes conservatrices ont des caractéristiques inverses, dont une forte teneur en matière sèche et en lignine, qui leur permettent de conserver efficacement les ressources mais ne leur permettent pas d'acquérir rapidement les ressources, elles ont donc un retour sur investissement faible. Les plantes ne se situent pas forcément aux extrémités du spectre acquisition-conservation, mais peuvent se situer à n'importe quel point intermédiaire.
Généralement, les plantes acquisitrices se trouvent dans des environnements décrits comme riches en ressources et les plantes conservatrices dans des environnements décrits comme pauvres en ressources. Cette tendance s'observe à différentes échelles, de la Terre entière à la communauté locale.

## Stratégies copiotrophes et oligotrophes
En écologie microbienne, les stratégies copiotrophes et oligotrophes sont considérées comme des analogues des stratégies r et K. Les copiotrophes (analogues à la stratégie r) sont définis comme des organismes consommant de la matière organique labile, ayant des besoins nutritionnels importants, présentant des taux de croissance importants lorsque les ressources sont abondantes. Ils ont une capacité à entrer en croissance très rapidement en cas d'augmentation de la disponibilité en ressources mais présentant également un fort taux de mortalité en cas d'épuisement des ressources. Ils sont censés être dominants dans les environnements présentant une grande quantité de matière organique.
Les oligotrophes (analogues à la stratégie K) sont définis comme ayant des taux de croissance faible, une plus grande affinité spécifique pour leurs substrats (donc une plus grande capacité à exploiter des ressources difficilement accessibles ou peu labiles) et une grande tolérance aux stress. Ils sont censés devenir dominants dans la communauté microbienne lorsque les ressources sont rares.
Parmi leurs autres caractéristiques physiologiques, les copiotrophes sont supposés avoir des ratios C:N et C:P faibles, un grand nombre de copies d'ADN ribosomique, un rendement de croissance faible, des coûts élevés de maintenance de  la machinerie cellulaire, et une production d'enzymes majoritairement constitutive (et non inductible). Les oligotrophes sont supposés posséder les caractéristiques opposées.